# Lynx Mulhouse Handball
Le Lynx Mulhouse Handball est un club de handball français basé à Mulhouse et évoluant en Nationale 3 (5e division).
Le club est créé en 1934 par Raymond Schnoebelen en tant que section handball du FC Mulhouse omnisports. Le FC Mulhouse a notamment évolué 14 saisons en championnat de France (D1) entre 1965 et 1979.
Dans le but de former un nouveau club de haut niveau à Mulhouse, le club fusionne avec l'ASPTT Mulhouse en 1990 pour créer le Mulhouse Sud Alsace. Si la fusion porte dans un premier temps ses fruits (accession en D1 en 1991 et demi-finale en Coupe de France en 1992), le club retrouve rapidement des divisions inférieures. 
En 2007, les différents clubs de la région mulhousienne dont le FC Mulhouse s’entendent pour former le Mulhouse Handball Sud Alsace. Après le dépôt de bilan du MHSA en 2016, le FC Mulhouse redevient le premier club mulhousien.
En 2021, la section handball du FC Mulhouse omnisports devient indépendante sous le nom de Lynx Mulhouse Handball.

## Historique
Sources : « Le club : L'histoire du club », sur les-lynx.fr (consulté le 8 mars 2022) et « FC Mulhouse : l'origine et la continuité », Hand-ball : bulletin fédéral, Fédération française de handball, no 127,‎ janvier 1977 (lire en ligne, consulté le 10 novembre 2017)
- 1934 : la section handball du FC Mulhouse omnisports a été créée par Mr Raymond Schnoebelen qui avait découvert ce sport en Allemagne. Il se pratiquait alors à onze.
- 1946 : Le FCM remporta le titre régional aux dépens de l'AS Strasbourg, champion du Bas-Rhin.
- De 1947 à 1952, le handball à 11 ne perce plus sur le plan régional et le handball à 7 prend définitivement le dessus.
- 1953 : La section handball du FC Mulhouse prend une autre dimension avec l'arrivée de Raymond Schlier.
- 1964 : le FC Mulhouse est vainqueur de la Coupe d'Alsace. Pour la première fois dans les annales de la Coupe d’Alsace, ce trophée est devenu haut-rhinois.
- 1965 : Vice-champion de France Excellence, le club accède au plus haut niveau national où il se maintiendra jusqu'en 1979 :
  - 1966 : 3e du championnat de France. A perdu lors du tournoi final qui l’a opposé à l’équipe du Paris UC et au Stade Marseillais UC.
  - 1967 : 3e de la poule Est en Championnat de France de N1
  - 1968 : 3e de la poule A en Championnat de France de N1
  - 1969 : 6e de la poule A en Championnat de France de N1
  - 1970 : 4e de la poule A en Championnat de France de N1. L'ailier gauche yougoslave Boro Golić évolue sous les couleurs du club.
  - 1971 : 5e de la poule B en Championnat de France de N1
  - 1972 : 6e de la poule B en Championnat de France de N1
  - 1973 : 7e de la poule B en Championnat de France de N1. Le FC Mulhouse est le premier club en France à engager un joueur professionnel : le yougoslave Zlatko Žagmešter (hr).
  - 1974 : 5e de la poule B en Championnat de France de N1
  - 1975 : 5e de la poule B en Championnat de France de N1
  - 1976 : 5e de la poule B en Championnat de France de N1
  - 1977 : 5e de la poule B en Championnat de France de N1
  - 1978 : 8e de la poule B en Championnat de France de N1
  - 1979 : 10e de la poule B en Championnat de France de N1 (1 victoire pour 17 défaites), le club est relégué en Nationale 2.
- 1983 : le club remporte le titre de Champion de France de Nationale 2 et retrouve donc la Nationale 1.
- 1984 : 13e sur 16 en Nationale 1, le club est relégué en Nationale 2 du fait  du passage de 16 à 10 clubs en Nationale 1.
- 1985 : 2e de sa poule en Nationale 1B, le club s'incline face au Stade Toulousain lors du barrage d'accession et reste donc en Nationale 1B
- 1990 : Création du Mulhouse Sud Alsace grâce à la fusion des deux clubs mulhousiens (l'ASPTT Mulhouse et le FC Mulhouse)
- 1991 : champion de Nationale 2 et montée en Nationale 1 (actuelle Division 1).
- 1992 : le club atteint la demi-finale en Coupe de France  mais est relégué après sa 11e place sur 12 en Championnat.
- 2007 : le FC Mulhouse s’associe avec l'ASCA Wittelsheim, l'ASPTT Mulhouse-Rixheim et l'US Altkirch pour former le Mulhouse Handball Sud Alsace.
- 2016 : après avoir raté à 5 reprises l’accession en Division 1, le Mulhouse Handball Sud Alsace dépose le bilan. L’actif sportif du MHSA est absorbé par le FC Mulhouse qui redevient le premier club mulhousien. Le MHSA s'étant sportivement maintenu en Pro D2, la FFHB a décidé de attribuer une place en Nationale 1 au club, normalement promu en Nationale 3.
- 2017 : le club est relégué de Nationale 1 en Nationale 2.
- 2018 : le club est relégué de Nationale 2 en Nationale 3.
- 2021 : la section handball du FC Mulhouse omnisports devient indépendante et prend le nom de « Lynx Mulhouse Handball ».

## Palmarès
- Vainqueur du championnat de France de Division 2 (2) : 1983, 1991
  - Vice-champion en 1965
- 3e du championnat de France de Division 1  en 1965
- demi-finaliste de la Coupe de France en 1992

## Personnalités liées au club
- Boro Golić, joueur en 1969-1970
- Zlatko Žagmešter (hr), joueur de 1973 à ?
- : Dany Luangraj, joueur et entraîneur de 2017 à 2020